# Костер, Генри
Генри Костер (англ. Henry Koster, настоящее имя Герман Костерлиц, нем. Herman Julius Kosterlitz; 1 мая 1905, Берлин, Германская империя — 21 сентября 1988, Камарилло, штат Калифорния, США) — немецкий и американский режиссёр и сценарист.

## Биография
Из еврейской семьи Альберта Костерлица и Эммы Саломон; брат биохимика и физиолога Ханса Вальтера Костерлица (1903—1996), лауреата премии Ласкера за открытие эндогенных опиоидных пептидов. Вначале работал в театре в качестве декоратора, писал рецензии на фильмы, сценарии. В 1932 эмигрировал во Францию, затем в США, где завоевал популярность как создатель легких веселых комедий : Пенни (1936), Парижанка (1938), Вечная Ева (1941), Дорога Бригитты (1964), Мистер Хоббс едет в отпуск (1962), Take Her, She’s Mine (1963) и др.
Поставил также романтические кинодрамы «My Cousin Rachel» (1953), исторический фильм «The Naked Maja» (1959). Был режиссёром первого фильма, снятого кинокомпанией «Cinemascopie» — "Плащаница (1953).

## Семья
Племянник — лауреат Нобелевской премии по физике Джон Костерлиц.

## Избранная фильмография
| Год  |   | Русское название          | Оригинальное название      | Роль      |
| ---- | - | ------------------------- | -------------------------- | --------- |
| 1934 | ф | Московские ночи           | Les Nuits moscovites       | сценарист |
| 1937 | ф | Сто мужчин и одна девушка | One Hundred Men and a Girl | режиссёр  |
| 1947 | ф | Жена епископа             | The Bishop's Wife          | режиссёр  |
| 1949 | ф | Ревизор                   | The Inspector General      | режиссёр  |
| 1950 | ф | Харви                     | Harvey                     | режиссёр  |
| 1953 | ф | Плащаница                 | The Robe                   | режиссёр  |
| 1953 | ф | Моя кузина Рэйчел         | My Cousin Rachel           | режиссёр  |
| 1956 | ф | День «Д», 6 июня          | D-Day the Sixth of June    | режиссёр  |
| 1958 | ф | Обнажённая маха           | The Naked Maja             | режиссёр  |